# Сан-Хоакин (река)
Сан-Хоакин (англ. San Joaquin River) — река в Калифорнии, США. Длина реки — 564 км. Площадь бассейна — 45 000 км². Средний расход воды — 138 м³/с.
Берёт начало в горах Сьерра-Невада, протекает по южной части Калифорнийской долины. Высота истока — 1480 м над уровнем моря. Впадает в залив Сан-Франциско общим устьем с рекою Сакраменто, образуя эстуарий в виде цепи озёр. Одна из крупных рек штата. В бассейне реки возведён ряд водохранилищ, воды реки используются для орошения. Судоходна река на 80 км от устья.
Имеет несколько притоков; в их числе реки Мерсед и Олд-Ривер.